# ドクター・フィールグッド (アルバム)
『ドクター・フィールグッド (Dr.Feelgood)』は、モトリー・クルーが1989年にリリースした5枚目のアルバム。全米アルバムチャート第1位。
ニッキーのドラッグの過剰摂取による心臓一時停止がきっかけでメンバー全員がドラッグを絶って製作された。パーティー・ロックの要素はふんだんに残しつつも、「タイム・フォー・チェンジ」に代表されるような、心機一転のポジティヴなメッセージがちりばめられている。結果的に全米1位を獲得し、バンドにとって最大のヒット作となった。
ゲストミュージシャンとしてエアロスミスのスティーヴン・タイラー、チープ・トリックのロビン・ザンダーとリック・ニールセン、ブライアン・アダムス、ナイト・レンジャーのジャック・ブレイズ、スキッド・ロウのメンバー達がバック・コーラスで参加している。
プロデューサーはボブ・ロック。メタリカのラーズ・ウルリッヒはこのアルバムが気に入ったためにボブ・ロックに声をかけ、同バンド最高の売り上げとなるメタリカ (アルバム)を作ることとなった 。
シングルカットされた「ドクター・フィールグッド(全米6位)」「キックスタート・マイ・ハート(全米27位)」「ウィズアウト・ユー(全米8位)」「セイム・オール・シチュエーション(全米78位)」「ドント・ゴー・アウェイ・マッド(全米19位)」もヒット。現在までにアメリカだけで700万枚以上のセールスを記録。
「ドクター・フィールグッド」は1990年に、「キックスタート・マイハート」は1991年にグラミー賞のベスト・ハード・ロック・パフォーマンスにノミネートされたが受賞は逃している。
1998年、2003年におけるレーベル移籍の際にボーナストラック、エンハンスド・ビデオトラックが追加収録された。

## 収録曲
1. TNT - T.nT. (Terror 'n Tinseltown)  [0:42]
2. ドクター・フィールグッド - Dr.Feelgood  [4:50]
Words/Music:Mick Mars, Nikki Sixx
3. スライス・オブ・ユア・パイ - Slice Of Your Pie [4:32]
Words/Music:Sixx, Mars
4. ラトルスネイク・シェイク - Rattlesnake Shake [3:40]
Words/Music:Mars, Sixx, Vince Neil, Tommy Lee
5. キックスタート・マイ・ハート - Kickstart My Heart [4:43]
Words/Music:Sixx
6. ウィズアウト・ユー - Without You [4:29]
Words/Music:Sixx, Mars
7. セイム・オール・シチュエーション - Same Ol' Situation (S.O.S.) [4:12]
Words/Music:Lee, Sixx, Neil, Mars
8. スティッキー・スウィート - Sticky Sweet [3:52]
Words/Music:Mars, Sixx
9. シー・ゴーズ・ダウン - She Goes Down [4:37]
Words/Music:Mars, Sixx
10. ドント・ゴー・アウェイ・マッド - Don't Go Away Mad (Just Go Away) [4:40]
Words/Music:Sixx, Mars
11. タイム・フォー・チェンジ - Time For Change [4:45]
Words/Music:Sixx, Donna McDaniel
12. ドクター・フィールグッド(デモ) - Dr.Feelgood(Demo version)  [4:42]＊ボーナストラック
Words/Music:Mars, Sixx
13. ウィズアウト・ユー(デモ) - Without You(Demo version) [4:29]＊ボーナストラック
Words/Music:Sixx, Mars
14. キックスタート・マイ・ハート(デモ) - Kickstart My Heart(Demo version) [4:48]＊ボーナストラック
Words/Music:Sixx
15. ゲット・イット・フォー・フリー - Get It For Free [4:14]＊ボーナストラック
Words/Music:Sixx
16. タイム・フォー・チェンジ(デモ) - Time For Change(Demo version) [4:45]＊ボーナストラック
Words/Music:Sixx, Donna McDaniel
17. キックスタート・マイ・ハート - Kickstart My Heart ＊エンハンスド・ビデオトラック

## 参加ミュージシャン
- ヴィンス・ニール (Vince Neil)  - ボーカル
- ミック・マーズ (Mick Mars)  - ギター
- ニッキー・シックス (Nikki Sixx)  - ベース
- トミー・リー (Tommy Lee)  - ドラム